# Philipp J. Bösel
Philipp J. Bösel (* 13. November 1961 in Köln) ist Fotograf und Grafikdesigner. Er entwickelt Konzepte für seine Photographien.

## Biographie
Nach einjährigem Aufenthalt in den USA (Auburn, New York) studierte Bösel an der Middlesex University London Film & Video in Art & Design. 1988 schloss er sein Studium mit dem Master of Arts (M.A.) in Computing in Design ab. 1992 bis 1997 arbeitete er als Lehrbeauftragter an der Kunsthochschule für Medien Köln, in den Bereichen gestalter- und künstlerischen Projekten. Seit 1989 ist er Grafikdesigner beim WDR in Köln. Philipp J. Bösel ist mit Claudia Timpner verheiratet und hat mit ihr zwei Kinder.
Im Juni 1984 photographierte Philipp J. Bösel mit Burkhard Maus die Berliner Mauer von der Bernauer Straße bis zum Treptower Dammweg Stück für Stück, Meter für Meter. So entstand ein Panorama mit über 1000 Photographien.
Die Idee, die Berliner Mauer zwischen Ost- und West-Berlin komplett fotografisch festzuhalten, kam Philipp J. Bösel nicht allein, weil sein Vater aus Ost- und seine Mutter aus West-Deutschland stammten, sondern auch, weil er im Jahr des Mauerbaus geboren wurde, exakt drei Monate später am 13. November 1961 in Köln.
Philipp J. Bösel ist berufenes Mitglied der (DGPh) Deutsche Gesellschaft für Photographie e.V.

## Projekte und Auszeichnungen
- 1980: Regional Scholastic Art Awards Mutual of New York, Syracuse, USA
- 1984: Idee und photographisches Konzept: „die vermessene mauer“[2]
- 1985: Bibliothèque nationale de France erwarb für ihre Photographische Sammlung[3] die Kontaktbögen des Projekts „die vermessene mauer“ „Le Mur (dé)mesuré“.
- 1985: Ausstellung „die vermessene mauer“ "muren som billede" im Aarhus Kunstmuseum 29. November 1985–5. Januar 1986,[4][5] Dänemark
- 1988: Art & Computers Wanderausstellung der Cleveland Gallery Middlesbrough, Cleveland, England[6]
- 1989–1999: Fernsehdesign Westdeutscher Rundfunk Köln. Abteilung: Grafik-Trick-Foto
- 1996: Im Rahmen des Symposiums „Vielfalt der Kulturen“ eine Photoausstellung vom 29. November bis zum 14. Dezember 1996 im Rautenstrauch-Joest-Museum
- 1996–99: ARD-Studio Bonn Themengrafiken und Erklärstücke für tagesschau, tagesthemen, Bericht aus Bonn
- 1998: „Junge digitale Bilderkunst“[7] Galerie der vhs im Forum Leverkusen
- seit 2000: Webdesign und Photographie für die WDR Internet–Redaktion so wie Photoreportagen.
- 2005: „die vermessene mauer“ Zeitgenössische Deutsche Photographie. Photo–Biennale Pingyao International Photography Festival[8] vom 16. bis 22. September 2005 (PIP)/China
- 2008: Grimme Online Award Nominierung[9] „Weltreligionen“[10]
- 2009: die vermessene mauer. Frankfurter Allgemeine Zeitung[11] Thomas Köster.
- 2009: PhotoResearcher ESHPh European Society for the History of Photography[12]
- 2009: Metropolis Arte 18 Kilometer Fotografie, Metropolis ARTE 20. Juni 2009 von Joachim Haupt
- 2009: Aufnahme des Fotoprojekts „die vermessene mauer“ in das Bundesarchiv (Deutschland) in Koblenz[13]
- 2009: Rosebuzz Magazin für Mode, Kunst und Design in Paris.[14] Anatomie d'un mur
- 2009: La Gazette de Berlin N° 34 Le mur (dé) mesure – Le Mur de Berlin capté en photo
- 2009: Ausstellung Lenau Forum e.V.[15]
- 2009: Vom 9. bis zum 29. November war „die vermessene mauer“ (44 Photographien) vor dem Europäischen Parlament auf dem Place du Luxembourg montiert auf Tarpulin, mit einer Länge von 100 m mal 1,80 m Höhe im öffentlichen Raum zu sehen.[16] Danach wanderte sie auf den Place de l´Albertine und war bis zum 3. Januar 2010 dort ausgestellt.
- 2010: Vergangenheit in 1000 Bildern Philipp J. Bösel dokumentiert die Geschichte und den Charakter von Räumen. Mit seiner „konzeptionellen Photographie“ möchte er mehr als den Moment festhalten.[17] von Michaela Paus.
- 2010: 20. Internationale Photoszene Köln[18] "Movements & Moments" 3. bis 26. September 2010 Lenauforum e.V.
- 2010: "die vermessene mauer" Ein vergessenes Kunstdokument deutsch-deutscher Teilung, 3. Jahrbuch der Deutschen Gesellschaft für Photographie DGPh[19]
- 2011: "ID: identity portrait" Gemeinschaftsausstellung mit der Künstlergruppe "ein!gang" in der Tapetenfabrik Bonn-Beuel von 30. April bis zum 15. Mai 2011. Der Photokünstler Philipp J. Bösel zeigte übergroße Schwarzweiß-Fotografien im Rahmen der Partnerstadt Köln-Istanbul. In seinem Photo-Konzept bat er Passanten aus Istanbul mit Hilfe eines Spiegels einen Teil ihres Blickfeldes zu reflektieren. Pressetext[20]
- 2011: Le Mur de Berlin en photos sur 18 kilomètres[21] – publié le 13/08/2011
- 2012: "Ein Krankenhaus voller Kunst"[22] im ehemaligen Königswinterer Krankenhauses St. Josef im Vierzellenbad Inhalation 1. Untergeschoss[23] zeigte Philipp J. Bösel Photographien die nur sichtbar mit Hilfe eines QR-Code sind.
- 2014: 22. Internationale Photoszene Köln[24] "time shift" 13. bis 26. September 2014 Galerie Display
- 2014: "Die Berliner Mauer 1984 von Westen aus gesehen" mit 1144 Fotografien limitierte Auflage 1144 Exemplare[25]
- 2015: Auf Vorschlag von Claus-Dieter Geissler (DGPh)[26] und Max Regenberg (DGPh) ist Philipp J. Bösel vom Vorstand als Ordentliches Mitglied in die Deutsche Gesellschaft für Photographie e.V. (DGPh) berufen worden.
- 2016: 23. Internationale Photoszene Köln[27] "Baumgefühl" 10. – 30. September 2016 Galerie Display
- 2019: Internationale Photoszene Köln 2019[28] "Philipp J. Bösel ... URBAN WAHN ... Ansichten einer Stadt" 3. bis 12. Mai 2019 Basement Studios Cologne
- 2021: Im Rahmen der Kunsttage Basel[29] welche vom 3.6.–6.6.2021 stattfand, präsentierte die photo basel[30] das Projekt die vermessene mauer.
- 2024: Die Gesichter eines Ortsteils "Menschen in Schildgen"[31]